# Partito Socialista Giapponese
Il Partito Socialista Giapponese (in giapponese: 日本社会党, Nihon Shakai Tō; in inglese: Japan Socialist Party - JSP) fu un partito politico giapponese di orientamento socialdemocratico e socialista democratico operativo dal 1945 al 1996.
Dal 1952 al 1955 concorse alle elezioni in due liste contrapposte: il Partito della Destra Socialista (社会党右派, Shakaitō-uha) e il Partito della Sinistra Socialista (社会党左派, Shakaitō-saha). Le due formazioni si riunificarono nel 1955, ma nel 1960 la componente moderata del partito dette vita ad una nuova scissione, sancendo la nascita del Partito Democratico Socialista. 
Si sciolse nel 1996, lasciando il posto al Partito Socialdemocratico.

## Risultati
| Elezione          | Voti       | %     | Seggi     |
| ----------------- | ---------- | ----- | --------- |
| Parlamentari 1949 | 4.129.794  | 13,50 | 58 / 466  |
| Parlamentari 1958 | 13.093.993 | 32,94 | 166 / 467 |
| Parlamentari 1960 | 10.887.134 | 27,56 | 145 / 467 |
| Parlamentari 1963 | 11.906.766 | 29,03 | 144 / 467 |
| Parlamentari 1967 | 12.826.104 | 47,88 | 140 / 486 |
| Parlamentari 1969 | 10.074.101 | 21,44 | 90 / 486  |
| Parlamentari 1972 | 11.478.742 | 21,90 | 118 / 491 |
| Parlamentari 1976 | 11.713.009 | 20,69 | 123 / 511 |
| Parlamentari 1979 | 10.643.450 | 19,71 | 107 / 511 |
| Parlamentari 1980 | 11.400.748 | 19,31 | 107 / 511 |
| Parlamentari 1983 | 11.065.083 | 19,49 | 112 / 511 |
| Parlamentari 1986 | 10.412.584 | 17,23 | 85 / 512  |
| Parlamentari 1990 | 16.025.473 | 24,39 | 136 / 512 |
| Parlamentari 1993 | 9.687.589  | 15,43 | 70 / 511  |